# Vonat Busanba – Zombi expressz
A Vonat Busanba – Zombi expressz (hangul: 부산행, Puszanheng, handzsa: 釜山行, RR: Busanhaeng, ’Puszan felé; angol címén: Train to Busan’) egy 2016-ban bemutatott dél-koreai akció-thriller.

## Alaptörténet
|  | Alább a cselekmény részletei következnek! |

Szo Szuan (Seo Su-an) (Kim Szuan (Kim Su-an)) szülei külön élnek, úgy érzi, munkamániás apja, Szo Szogu (Seo Seok-u) (Kong Ju (Gong Yu)) elhanyagolja őt. Megérzései tovább fokozódnak, mikor születésnapjára édesapjától ugyanazt kapja, amit gyermeknapra. Elhatározza, hogy születésnapja alkalmából meg szeretné látogatni Puszan (Busan)ban élő édesanyját. A fővárosban zavargások törnek ki, amelyek átterjednek az egész országra. A karhatalmi erők megpróbálják leverni a lázadást, kiderül azonban, hogy a tüntetők agressziója korántsem emberi természetű.
|  | Itt a vége a cselekmény részletezésének! |

## Szereposztás
- Kong Ju (Gong Yu) – Szo Szogu (Seo Seok-u)
- Csong Jumi (Jung Yu-mi) – Szonggjong (Seonggyeong)
- Ma Dongszok (Ma Dong-seok) – Jun Szanghva (Yun Sang-hwa) (Szonggjong (Seonggyeong) férje)
- Kim Szuan (Kim Su-an) – Szo Szuan (Seo Su-an) szerepében
- Cshö Usik (Choi Woo-shik) – Min Jongguk (Min Yeong-guk)
- An Szohi (An So-hee) – Kim Dzsinhi (Kim Jin-hee)
- Kim Iszong (Kim Ui-seong) – Jongszok (Yongseok)
- Cshö Gühva (Choi Gwi-hwa) – hajléktalan
- Csong Szogjong (Jeong Seok-yong) – mozdonyvezető